# The Crush Tour
The Crush Tour es un video en directo de la banda estadounidense de rock Bon Jovi. Se grabó en el Estadio Letzigrund (Zúrich, Suiza) el 30 de agosto de 2000.

## Contenido
- Introducción
- Livin' On A Prayer
- You Give Love A Bad Name
- Captain Crash & The Beauty Queen From Mars
- Say It Isn't So
- One Wild Night
- Born To Be Me Baby
- It's My Life
- Bed Of Roses
- Two Story Town
- Just Older
- Runaway (Acoustic)
- Lay Your Hands On Me
- I'll Sleep When I'm Dead
- Bad Medicine
- Wanted Dead Or Alive
- I'll Be There For You
- Next 100 Years
- Someday I'll Be Saturday Night
- Keep The Faith
- Salida del estadio con la canción Thank You For Loving Me de fondo.

## Certificaciones
| País                  | Certificación | Ventas por certificado |
| --------------------- | ------------- | ---------------------- |
| Australia (ARIA)      | Platino       | 15.000                 |
| Brasil (PMB)          | Oro           | 25.000                 |
| Estados Unidos (RIAA) | Platino       | 100.000                |